# 마틴 셰리든
마틴 존 셰리든(영어: Martin John Sheridan, 1881년 3월 28일 ~ 1918년 3월 27일)은 아일랜드 출신의 미국 육상 선수로 1906년 중간 올림픽을 포함한 3개의 하계 올림픽에서 총 9개의 메달(금메달 5개, 은메달 3개, 동메달 1개)를 획득하였다.
아일랜드 메이요주 볼라에서 태어난 셰리든은 6 피트, 3 인치에 194 파운드로 아일랜드계 미국인 육상 클럽의 최고 만능 선수였으며 자신의 많은 동료들처럼 뉴욕 경찰국에 근무하였다. 뉴욕주 지사가 뉴욕 시에 있을 때 셰리든은 주 지사의 개인적 경호원을 지내 경찰국에서 가장 좋은 존경을 받았다고 한다.
1904년, 1906년과 1908년 3회의 올림픽에서 원반던지기 3연승은 물론, 포환던지기(1906)와 그리스식 원반던지기(1908)를 우승하기도 하였다. 중간 올림픽에서는 제자리 높이뛰기, 제자리 멀리뛰기와 돌던지기에서 은메달을 획득하기도 하였다.
1907년 그는 국내 아마추어 육상 연합 원반던지기 선수권과 캐나다 선수권을 우승하고, 이듬해 도시, 국내, 캐나다 선수권들을 우승함은 물론 런던 올림픽에서 제자리 멀리뛰기 3위를 하기도 하였다.
세인트루이스 올림픽에서 획득한 2개의 금메달과 중간 올림픽에서 획득한 그의 메달들 중 하나가 현재 맨해튼 워싱턴하이츠 미국 육상 명예의 전당 역사 전시장에 놓여 있다.
자신의 37세 생일을 하루 앞둔 채, 스페인 독감에 걸려 세인트빈센트 병원에서 사망하였다. 그의 시신은 퀸스의 갈보리 묘지에 안장되었다.